# 馬東男氣候分類法
法國地理學家埃马纽埃尔·德·马托纳（Emmamuel de Martonne）於1950年參酌地理觀點，將世界氣候分為六大類三十一型，但由於在劃分上並無具體的科學指標，所以目前在自然地理學的使用並不普遍。

## 中國型氣候
中國型氣候又稱為夏雨型暖溼氣候，是馬東男觀察中國長江流域一帶的氣候時發現的，氣候特徵為夏季下雨而冬季乾季不明顯。
- 美國墨西哥灣沿岸:冬天受到墨西哥灣流影響
- 澳洲東南部:冬天受到東澳暖流影響